# Парк імені 1 травня (Ростов-на-Дону)
Парк імені 1 травня (рос. Парк имени 1 мая) — парк культури і відпочинку в Кіровському районі Ростова-на-Дону. Має статус пам'ятника історії і культури федерального значення. Розташовується на території колишньої Фортеці Святого Дмитра Ростовського. Парк імені 1 травня зберіг свою історичне планування і деякою мірою озеленення так, як це було організовано у другій половині XIX століття. Через розташування на території парку підземних споруд, парк також є пам'яткою археології.

## Історія
Територія, на якій раніше була Фортеця Святого Дмитра Ростовського, у 1855 році стала власністю Річного комерційного клубу. За замовленням власників, архітектором Петерсом з Санкт-Петербурга був розроблений проект для облаштування саду. Під час проведення робіт будівельниками були виявлені казематні приміщення і підземні тунелі. Це було враховано архітектором Петерсом — при складанні плану, всі масивні будови він розташував на ділянках, вільних від підземних споруд. Таким чином, над підземними тунелями розташувалися садові алеї, а над двоярусним підземним приміщенням побудували фонтан. Головна алея парку проходила діагональною лінією від сучасної ротонди до квітника. На території нового саду організували спортивні майданчики. Була створена оранжерея і посаджена алея липових дерев.
У 1901 році тут була побудована ротонда з 6 колонами в неокласичному стилі з використанням старовинного кріпосної цегли. Архітектором став Микола Олександрович Дорошенко. Під фундаментом ротонди перебувало підземне приміщення. У 1912-1913 роках у західній частині саду з'явилося цегляна триповерхова будівля в стилі модерн за проектом архітектора Г. Гелата. Це була будівля Літнього комерційного клубу, а з його вікон відкривався вид на ротонду з фонтаном.
На початку XX століття цей сад, пізніше став відомий як Парк імені 1 травня, був улюбленим місцем зустрічей жителів Ростова-на-Дону і Нахічевані-на-Дону. У літню пору тут грав оркестр, влаштовувалися спектаклі і концерти, для виступів запрошувалися знамениті гастролери. В оранжереях росли пальми, а освітлення створювалося за допомогою власної підстанції. Серед відвідувачів були впливові люди міста, купці, місцева еліта.
Раніше у парку була огорожа, тепер вона потребує відновлення. У 1920-х роках в парку все ще зберігалися садово-паркові композиції з закладеними в них геометричними візерунками. У парку був квітковий календар, який регулярно оновлювався. У 1970-х роках проводилися квіткові виставки. У 1986 році через пожежу постраждала оранжерея, на її місці згодом зробили автостоянку.
На території парку є липова алея, вік якої становить понад 120 років. У 2000 році була посаджена нова алея з 55 саджанців липи. До травня 2005 року додалося ще 5 дерев.
У жовтні 2015 року з'явилася інформація про те, що парк буде реконструйований за допомогою залучених інвесторів.

## Галерея

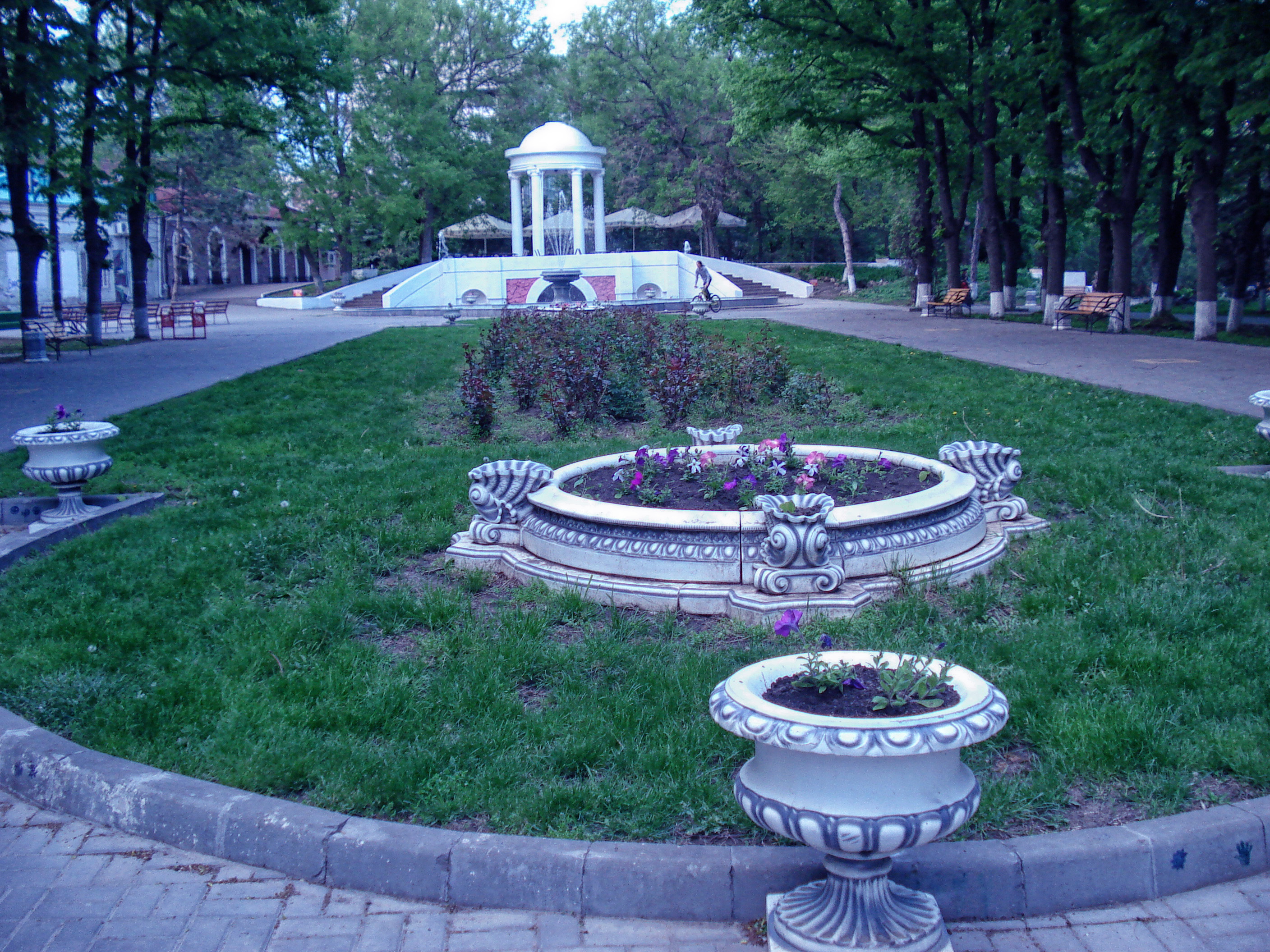
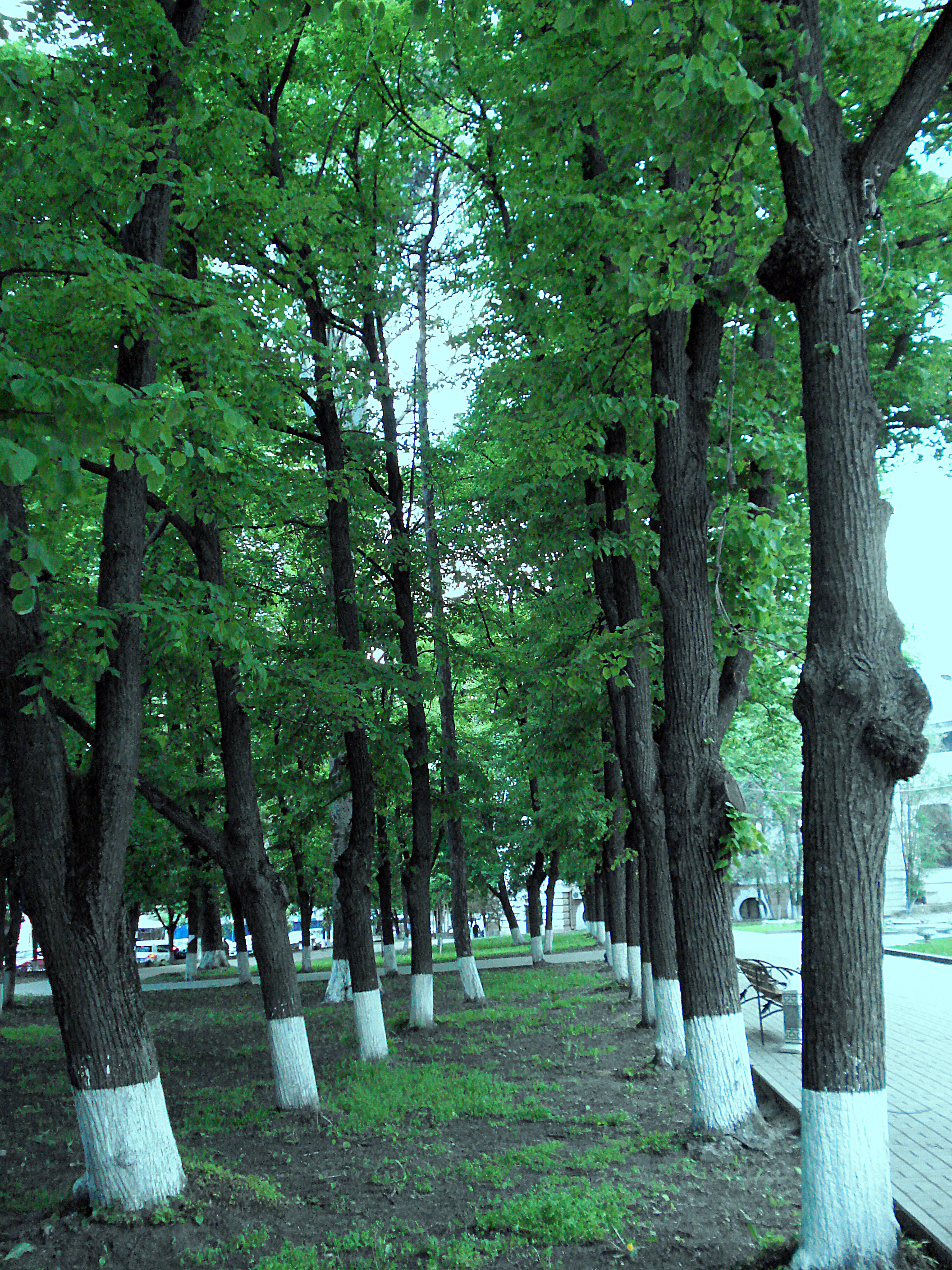